# David Jou
David Jou i Mirabent (Sitges, 23 de octubre de 1953) es un físico, poeta y ensayista español, nieto del escultor Pere Jou. Ha sido catedrático de Física de la Materia Condensada en la Universidad Autónoma de Barcelona hasta 2018. Es doctor honoris causa de la Universidad de Gerona.

## Trayectoria
Es autor de una amplia obra poética, con una treintena de títulos reunida hasta 2004 en edición conjunta en los volúmenes L'èxtasi i el càlcul (2002) y L'huracà sobre els mapes (2004). Los tres aspectos más destacados de esta obra son: 1) el tratamiento de temas científicos y, en particular, de la belleza desvelada por la ciencia y de las emociones de una vida dedicada a la investigación (Les escriptures de l’univers, El color de la ciència, Joc d’ombres, Bestiari, Palaus i equacions), 2) el diálogo entre ciencia y religión, entre religiones, y entre mística y modernidad (Transfiguracions, Poemes sobre ciència i fe, Poemes de Nadal i de Setmana Santa, La mística dels dies, Cartografies de Déu, Cant espiritual, Trenta poemes sobre el Parenostre i els Salms), y 3) la investigación formal inspirada en formas de la naturaleza, del cine y de la ciencia, y la construcción dinámica del libro de poesía combinando visualidad y contenido (Tapís, Basilisc, Escuma i turbulència). Otros aspectos a mencionar son: el periodismo poético, estimulado por cincuenta años de publicación de sus poemas en el semanario El Eco de Sitges, lo cual, a través de más de 1600 poemas, ha dejado constancia del reflejo de muchos acontecimientos de la actualidad a lo largo de medio siglo, y ha dado lugar a diversos libros (La veu dels mapes, la ràbia de la història, L’avinguda i el laberint, Poemes de la revolta catalana); la observación y celebración poética del territorio, especialmente Sitges, Barcelona, Venecia y Sicilia (A la deriva blava, Passeig marítim, Llum de Sitges, Sitges en blau, A Barcelona, Diminuta imatge. Una jornada a Venècia, Palaus i equacions. Una celebració de Sicília), y la presencia del cine (Joc d’ombres, Els ulls del falcó maltès). Su obra se sitúa en la línea de clásicos de la literatura catalana como Ramon Llull, Ausiàs March, Joan Maragall, Salvador Espriu, Josep Carner y Pere Gimferrer, y en la de poetas como San Juan de la Cruz, Federico García Lorca, Antonio Machado, Octavio Paz, Ernesto Cardenal, Charles Baudelaire, Saint-John Perse, T. S. Eliot y Rainer María Rilke. 
Algunos de sus libros han sido traducidos a otros idiomas como el inglés (The scriptures of the Universe, 2007), alemán (Traumfabrik und Universum, 2006), castellano (Los ojos del halcón maltés, 2001; Las escrituras del universo, 2003; Luz de Sitges, 2004; Sitges en azul, 2006), francés (Les traces de la fugacité, 2003, Lumière de Sitges, 2004), italiano (Palazzi ed equazioni, 2020), ruso (Slovà is ognya i pepla), húngaro (As univerzum írásai. Versek a tudományról) y polaco (Zapisy Wszechswiata). Algunos de sus poemas han sido musicados por Mercè Torrents, Antonio Arias, Fina R. Palau, Sergi Casanelles, Guillem Ramiro, Sergi Roca, Poire Vallvé, Xavier Pagés, y Pol Requesens Roca.
Doctorado en Ciencias Físicas por la Universidad Autónoma de Barcelona en 1978, en la que ha sido catedrático de Física de la Materia Condensada hasta 2018, y especializado en la investigación de la termodinámica de procesos irreversibles y mecánica estadística de sistemas fuera del equilibrio. Ha publicado más de trescientos artículos en revistas internacionales y siete libros, entre los que destaca la obra Extended irreversible thermodynamics (con J. Casas-Vázquez y G. Lebon), un clásico de la termodinámica de comienzos del siglo XXI. La teoría termodinámica extendida ensancha el dominio de aplicación de la termodinámica irreversible a procesos rápidos, sistemas miniaturizados, y estados estacionarios muy alejados del equilibrio, amplía el puente entre las descripciones macroscópicas y microscópicas de los sistemas físicos, y extiende la comprensión de la entropía y la segunda ley de la termodinámica, una de les leyes más generales y fundamentales de la física. Sus estudios sobre ecuaciones de estado generalizadas dependientes de los flujos presentes en el sistema, y la correspondiente extensión de la termodinámica de procesos irreversibles son especialmente conocidos en el campo de la termodinàmica de no equilibrio, con numerosas aplicaciones. Ha sido profesor de una diversidad de materias, entre las cuales termodinámica, física de fluidos, mecánica estadística, física cuántica, biofísica, y física para las ciencias de la alimentación. Ha sido traductor al catalán y/o castellano de varias obras de Stephen Hawking (Breve historia del tiempo, El universo en una cáscara de nuez, Brevísima historia del tiempo, El gran diseño) 
Un tercer aspecto de la obra de Jou, intermedia entre las ciencias y las humanidades, es el ensayo. Ha publicado quince ensayos, especialmente sobre ciencia y religión, cosmología, física cuántica, biofísica, el tiempo, la materia: como Matèria i materialisme (1999), El temps i la memòria en la ciència contemporània (2003) (reunidos en el volumen El laberint del temps, la simfonia de la matèria, 2006), Algunes qüestions sobre ciència i fe (1992), Ciència, fe, poesia (2003), Déu, cosmos, caos. Horitzons del diàleg entre ciència i religió (2008), Reescribiendo el Génesis (2008), Cerebro y universo. Dos cosmologías (2011). Ha dado más de quinientas conferencias de divulgación para el público general, sobre cosmología, física cuántica, biofísica, ciencia y literatura, ciencia y espiritualidad. 
Ha publicado unos cuarenta artículos sobre aspectos históricos y culturales de la ciencia (como los orígenes de la termodinámica y sus resonancias culturales, relaciones entre ciencia y poesía o entre ciencia y teología, etc.). Fue colaborador del Suplemento de Ciencia y Tecnología de La Vanguardia de 1983 a 1994.
Ha recibido varios premios de investigación como el Rey Juan Carlos I 1986, Ciutat de Barcelona 1993, Medalla Narcís Monturiol 1991, Eduard Fontserè 1982, Premi Crítica Serra d'Or de Recerca 2000. Es miembro de la Sección de Ciencias y Tecnología del Instituto de Estudios Catalanes, de la Reial Acadèmia de Doctors, y miembro correspondiente de la Real Academia de Ciencias Exactas, Físicas y Naturales de Madrid y de la Accademia Peloritana de Mesina.

## Selección de publicaciones científicas
- Extended irreversible thermodynamics Berlín: Springer, 1993, 2001, 2006, 2010 (con J. Casas-Vázquez y G. Lebon) (traducción al ruso: Rasshirennaia Neobratimaia Termodinamika, 2007)
- Understanding nonequilibrium thermodynamics. Foundations, applications, frontiers: Berlín: Springer, 2008 (con G. Lebon y J. Casas-Vázquez)
- Thermodynamics of Fluids under Flow Berlín: Springer, 2000, 2011 (con J. Casas-Vázquez y M. Criado Sancho)
- Mesoscopic theories of heat transport in nanosystems (con A. Sellitto y V. A. Cimmelli): Berlín: Springer, 2016
- Introduction to the thermodynamics of biological processes New York: Prentice Hall, 1990 (con J. E. Llebot)
- Mecànica estadística y biologia molecular Barcelona: Publicacions de la UAB, 1986
- Física para las ciencias de la vida Madrid: Mc Graw-Hill, 1994, 1998, 2009 (con J. E. Llebot y C. Pérez-García)
- Estudis bibliomètrics sobre la recerca en física a Catalunya (con Ll. Rovira y P. Senra): Barcelona: Institut d’Estudis Catalans, 2001
- Termodinámica química (con M. Criado-Sancho y J. Casas-Vázquez): Servicio de publicaciones de la UNED, 2011, 2019
- Introducción al mundo cuántico: Pasado y Presente, 2012

## Obra poética
- 1971: Per a no oblidar la llum
- 1975: Dit de pas
- 1977: Diminuta imatge
- 1981: Mirall de vellut negre
- 1982: Tapís (edición con grabados de Manuel Capdevila,1993; edición con música para piano de Mercè Torrents en 2012)
- 1983: Arbre
- 1987: Teoria
- 1988: Joc d'ombres  (segunda edición, ampliada, 1999)
- 1990: El color de la ciència (con ilustraciones de Fernando Krahn)
- 1999: Els ulls del falcó maltès. Poemes sobre cinema
- 1988: Transfiguracions
- 1996: A la deriva blava. Poemes de Sitges
- 1998: Basilisc
- 2000: Passeig marítim i altres poemes de Sitges (edición con grabados de Jordi Catafal, 1998)
- 2002: Bestiari
- 2002: L'èxtasi i el càlcul[1]
- 2004: Escuma i turbulència
- 2004: A Barcelona
- 2004: L'huracà sobre els mapes[2]
- 2004: Llum de Sitges (con fotografías de Joan Iriarte) (traducciones al castellano, francés e inglés)
- 2006: Sitges en blau (con fotografías de Joan Iriarte) (traducciones al castellano)
- 2007: Les escriptures de l'Univers[3] (edición bilingüe catalán/inglés, segunda edición ampliada en 2019) (traducciones al castellano, húngaro, polaco, búlgaro, ruso, alemán)
- 2013: Poemes sobre ciència i fe
- 2013: L’avinguda i el laberint: poemes sobre Catalunya i Espanya
- 2014: Poemes de Nadal i de Setmana Santa
- 2015: La mística dels dies
- 2016: Cartografies de Déu
- 2017: Cant espiritual
- 2018: Poemes de la revolta catalana
- 2020: Trenta poemes sobre el Parenostre i els Salms
- 2020: Palaus i equacions. Una celebració de Sicília (Palazzi ed equazioni: una celebrazione della Sicilia), edición bilingüe catalán-italiano)

## Ensayos
- 1991: L’escultor Pere Jou
- 1992: Algunes qüestions sobre ciència i fe
- 1999: Matèria i materialisme (traducción al castellano 2014, y a chino mandarín, en 2018)
- 2001: El temps i la memòria en la ciència contemporània
- 2003: Ciència, fe, poesia
- 2006: El laberint del temps, la simfonia de la matèria[4]
- 2008: Déu, Cosmos, Caos. Horitzons del diàleg entre ciència i religió[5]
- 2008: Reescribiendo el Génesis. De la gloria de Dios al sabotaje del universo (traducción al italiano en 2009)
- 2011: Cerebro y universo. Dos cosmologías
- 2012: La poesia de l’infinit. Ciència i mística
- 2012: Iniciación al mundo cuántico. De la danza de las partícules a las semillas de las galaxias
- 2013: El laberinto del tiempo (tradujo al chino mandarín en 2018)
- 2014: Esperances davant d’incerteses. Tecnologia, humanitats i cristianisme en les crisi d’avui
- 2018: Creació: pregàries, himnes, poemes (con Pere Carreras)